# Production I.G
Production I.G (jap. 株式会社プロダクション・アイジー Kabushiki-gaisha Purodakushon Ai Jī) – japońskie studio zajmujące się animacją i produkcją anime, założone 15 grudnia 1987 przez Mitsuhisę Ishikawę i jest własnością IG Port.

## Produkcje
Opracowano na podstawie materiału źródłowego.

### Seriale anime
- Blue Seed (1994)
- Parappa the Rapper (2001)
- Vampirians: The Veggie Vampires (2001)
- Ghost in the Shell: Stand Alone Complex (2002)
- Cromartie High School (2003)
- Ghost in the Shell: S.A.C. 2nd GIG (2004)
- Otogi Zoshi (2004)
- Windy Tales (2004)
- Ghost in the Shell: Stand Alone Complex – The Laughing Man (2005)
- Idaten Jump (2005)
- IGPX Immortal Grand Prix (2005)
- Blood+ (2005)
- Ghost in the Shell: S.A.C. 2nd Gig – Individual Eleven (2006)
- ×××HOLiC (2006)
- Le Chevalier D'Eon (2006)
- Reideen (2007)
- Guardian of the Spirit (2007)
- Sisters of Wellber (2007)
- Ghost Hound (2007)
- Yumedamaya: The Strange Tale of the Dreamball Dealer (2007)
- Sisters of Wellber Zwei (2008)
- Phone Braver 7 (2008)
- ×××HOLiC 2 (2008)
- Real Drive (2008)
- Library War (2008)
- World Destruction (2008)
- Kimi ni todoke (jap. 君に届け) (2009)
- Higashi no Eden (jap. 東のエデン) (2009)
- Sengoku basara (jap. 戦国BASARA) (2009)
- kemono no sōja Erin (jap. 獣の奏者エリン) (2009)
- Sengoku basara 2 (jap. 戦国BASARA弐 Sengoku basara ni) (2010)
- Shoka (jap. 書家) (2010)
- Guilty Crown (jap. ギルティクラウン Girutikuraun) (2011)
- Blood-C (2011)
- Usagi Drop (jap. うさぎドロップ Usagi doroppu) (2011)
- Moshidora (jap. もしドラ) (2011)
- Yondemasu yo, Azazeru-san. (jap. よんでますよ、アザゼルさん。) (2011)
- Tansu warashi. (jap. たんすわらし。) (2011)
- Kimi ni todoke 2ND SEASON (jap. 君に届け 2ND SEASON) (2011)
- Shining Hearts: Shiawase no Pan (jap. シャイニング・ハーツ 〜幸せのパン〜 shainingu hātsu 〜 shiawase no pan 〜) (2012)
- Rin'ne no Lagrange (jap. 輪廻のラグランジェ Rin'ne no raguranje) (2012)
- Shin tennis no ōjisama (jap. 新テニスの王子様 shin tenisunoōjisama) (2012)
- Kuroko no basuke (jap. 黒子のバスケ) (2012)
- ROBOTICS;NOTES (2012)
- Psycho-Pass (jap. PSYCHO-PASS サイコパス PSYCHO-PASS saikopasu) (2012)
- Daiya no A (jap. ダイヤのA) (2013)
- Kuroko no basuke 2 (jap. 黒子のバスケ 第2期 Kuroko no basuke dai 2-ki) (2013)
- Genshiken nidaime (jap. げんしけん二代目 Genshiken nidaime) (2013)
- Yondemasu yo, Azazel-san Z (jap. よんでますよ、アザゼルさんZ yondemasu yo, Azazeru-san Z) (2013)
- Suisei no Gargantia (jap. 翠星のガルガンティア) (2013)
- Shingeki no kyojin (jap. 進撃の巨人) (2013)
- Psycho-Pass 2 (jap. PSYCHO-PASS サイコパス2 PSYCHO-PASS saikopasu 2) (2014)
- Ao haru ride (jap. アオハライド) (2014)
- Pikaia! (jap. ピカイア！) (2014)
- Haikyū!! (jap. ハイキュー!!) (2014)
- Kōkakukidōtai ARISE ALTERNATIVE ARCHITECTURE (jap. 攻殻機動隊ARISE ALTERNATIVE ARCHITECTURE) (2015)
- Junketsu no Maria (jap. 純潔のマリア) (2015)
- Psycho-Pass 2 (jap. PSYCHO-PASS サイコパス2 PSYCHO-PASS saikopasu 2) (2015)
- Daiya no A (jap. ダイヤのA) (2015)
- Kuroko no basuke 3 (jap. 黒子のバスケ 第３期 kurokonobasuke dai 3-ki) (2015)
- Pikaia! (jap. ピカイア！) (2015)
- Shingeki! Kyojin chūgakkō (jap. 進撃！巨人中学校) (2015)
- Haikyū!! Karasuno Kōkō VS Shiratorizawa Gakuen Kōkō (jap. ハイキュー!! 烏野高校 VS 白鳥沢学園高校) (2016)
- Daiya no A (jap. ダイヤのA) (2016)
- Joker Game (jap. ジョーカー・ゲーム Jōkā gēmu) (2016)
- Mahōjin guruguru (jap. 魔法陣グルグル Mahōjinguruguru) (2017)
- Ballroom e yōkoso (jap. ボールルームへようこそ Bōrurūmu e yōkoso) (2017)
- Atom the Beginning (jap. アトム ザ・ビギニング Atomu za biginingu) (2017)
- Pikaia!! (jap. ピカイア!!) (druga seria) (2017)
- Ginga hideo densetsu: Die Neue These (jap. 銀河英雄伝説 Die Neue These) (2018)
- Kaze ga tsuyoku fuite iru (jap. 風が強く吹いている) (2018)
- Kabukichō Sherlock (jap. 歌舞伎町シャーロック Kabukichō shārokku) (2019)
- Haikyū!! To The Top (jap. ハイキュー!! TO THE TOP) (2020)
- Yūkoku no Moriarty (jap. 憂国のモリアーティ yūkoku no moriāti) (2020)

### OVA
- Mobile Police Patlabor (1988)
- Red Photon Zillion: Burning Night (1988)
- Galactic Pirates – Cat's Feast (1989)
- Yagami-kun's Family Affairs  (1990)
- Everyday Is Sunday (1990)
- Figures of Happines (1990)
- Otohime Connection (1991)
- Little Polar Bear – Shirokuma-kun Gets on a Ship (1991)
- Video Girl Ai (1992)
- Seikima II Humane Society (1992)
- Dragon Half (1993)
- Shooting Star Gakusaver (1993)
- Fantasia (1993)
- Please Save My Earth (1993)
- B.B. Fish (1994)
- Bakuen Campus Guardress (1994)
- Special Duty Combat Unit Shinesman (1996)
- Blue Seed 2 (1996)
- Panzer Dragoon (1996)
- Bronze: Zetsuai ~ Since 1989 (1996)
- FLCL (2000)
- Kaidomaru (2001)
- The King of Fighters: Another Day (2005)
- Ghost in the Shell: Stand Alone Complex – Solid State Society (2006)
- Tokyo Marble Chocolate (2007)
- Tsubasa Tokyo Revelations (2007–2008)
- Yondemasu yo, Azazel-san (jap. よんでますよ、アザゼルさん。) (2010)
- ×××HOLiC Rō Adayume (jap. xxxHOLiC・籠 あだゆめ) (2011)
- Yondemasu yo, Azazel-san. (jap. よんでますよ、アザゼルさん。 Yondemasu yo, Azazeru-san.) (2012)
- Kick-heart (jap. キックハート) (2013)
- Suisei no Gargantia ~Meguru kōro, haruka~ Zenpen (jap. 翠星のガルガンティア～めぐる航路、遥か〜　前編 Suisei no garugantia ~Meguru kōro, haruka~ zenpen) (2014)
- Yondemasu yo, Azazel-san. (jap. よんでますよ、アザゼルさん。 Yondemasu yo, Azazeru-san.) (2014)
- Suisei no Gargantia ~Meguru kōro, haruka~ kōhen (jap. 翠星のガルガンティア～めぐる航路、遥か～　後編 Suisei no garugantia ~ meguru kōro, haruka ~ kōhen) (2015)
- Haikyū!! Riku VS Sora (jap. ハイキュー!! 陸 VS 空) (2020)

### Filmy
- Patlabor 1: The Movie (1989)
- Little Polar Bear – Where Are You Going, Shirokuma-kun? (1990)
- Eiji (1990)
- Tistou of the Green Thumbs (1990)
- Arslan senki (1991)
- The Weathering Continent (1992)
- Talking Head (1992)
- Patlabor 2: The Movie (1993)
- Ghost in the Shell (1995)
- Shin seiki Evangelion gekijōban Death & Rebirth (1997)
- Shin seiki Evangelion gekijōban Air/Magokoro o, kimi ni (1997)
- Cyber Team in Akihabara – 2011 Summer Vacation (1999)
- Jin-Roh: The Wolf Brigade (2000)
- Blood: The Last Vampire (2000)
- Sakura Wars: The Movie (2001)
- MiniPato (2002)
- Kill BillKill Bill: Vol. 1 (2003)
- Dead Leaves (2004)
- Ghost in the Shell 2: Innocence (2004)
- The Prince of Tennis – Two Samurai: The First Game (2005)
- ×××HOLiC – A Midsummer Night's Dream (2005)
- Tsubasa Chronicle – The Princess of the Birdcage Kingdom (2005)
- Tachigui: The Amazing Lives of the Fast Food Grifters (2006)
- Ghost in the Shell 2.0 (2008)
- The Sky Crawlers (2008)
- Hottarake no shima: Haruka to mahō no kagami (jap. ホッタラケの島　〜遥と魔法の鏡〜) (2009)
- Miyamoto musashi: Futaken ni haseru yume (jap. 宮本武蔵－双剣に馳せる夢－) (2009)
- Tales of Vesperia: The First Strike (jap. テイルズオブヴェスペリア　〜The First Strike〜 Teiruzuobu vesuperia　〜The First Strike〜) (2009)
- Tsubasa: Shunraiki (jap. ツバサ　春雷記) (2009)
- ×××HOLiC: Shunmuki (jap. xxxHOLiC　春夢記) (2009)
- „Kimi ni todoke” (jissha) (jap. 『君に届け』(実写)) (2010)
- Loups = Garous (jap. ルー＝ガルー) (2010)
- Broken Blade (jap. ブレイクブレイド bureikubureido) (2010)
- Gekijōban „Bungaku Shōjo” (jap. 劇場版"文学少女") (2010)
- ×××HOLiC Rō (jap. xxxHOLiC・籠) (2010)
- Kami ☆ Voice (jap. 神☆ヴォイス Kami ☆ voisu) (2011)
- Gekijōban sengoku Basara: The Last Party (jap. 劇場版 戦国BASARA －The Last Party－) (2011)
- Gekijōban tenisu no ōji-sama: Igirisu-shiki teikyū-jō kessen! (jap. 劇場版テニスの王子様 英国式庭球城決戦！) (2011)
- Appleseed XIII (jap. アップルシード X I I I Appurushīdo X I I I) (2011)
- Kōkakukidōtai S.A.C. SOLID STATE SOCIETY 3D (jap. 攻殻機動隊 S.A.C. SOLID STATE SOCIETY 3D Kōkakukidōtai  S.A.C. SOLID STATE SOCIETY 3D) (2011)
- Gekijō-ban BLOOD-C The Last Dark (jap. 劇場版BLOOD-C The Last Dark) (2012)
- List do Momo (jap. ももへの手紙 Momo e no tegami) (2012)
- 009 RE:CYBORG (2012)
- Toshokan sensō: Kakumei no tsubasa (jap. 図書館戦争　革命のつばさ) (2012)
- Kōkakukidōtai ARISE (jap. 攻殻機動隊ARISE Kōkakukidōtai ARISE) (2013)
- Ima doki~! (jap. 今ドキッ！) (segment filmu Mugiko-san to (jap. 麦子さんと)) (2013)
- Kōkakukidōtai ARISE (jap. 攻殻機動隊ARISE Kōkakukidōtai ARISE) (2014)
- Giovanni no shima (jap. ジョバンニの島 Joban'ni no shima) (2014)
- Sarusuberi ~Miss HOKUSAI~ (jap. 百日紅～Miss HOKUSAI～) (2015)
- Kōkakukidōtai shin gekijōban (jap. 攻殻機動隊 新劇場版) (2015)
- Gekijōban PSYCHO-PASS (jap. 劇場版 PSYCHO-PASS サイコパス) (2015)
- Haikyū!! Second Season (jap. ハイキュー!! セカンドシーズン Haikyū!! Sekandoshīzun) (2015)
- Gekijōban sōshūhen haikyū!! (jap. 劇場版総集編 ハイキュー!!) (2015)
- CYBORG009 CALL OF JUSTICE (2016)
- Garm Wars (jap. ガルム・ウォーズ Garumu uōzu) (2016)
- Gekijōban sōshūhen haikyū!! (Owari to hajimari/shōsha to haisha)  (jap. 劇場版総集編 ハイキュー!!（終わりと始まり／勝者と敗者）) (2016)
- Kuroko no basuke gekijōban Project: Winter Cup sōshū-hen (jap. 黒子のバスケ 劇場版プロジェクト ウインターカップ総集編 Kurokonobasuke gekijō-ban purojekuto uintākappu sōshū-hen) (2016)
- Gekijōban Kuroko no basuke kurokonobasuke LASTGAME (jap. 劇場版 黒子のバスケ LASTGAME Gekijō-ban kurokonobasuke LASTGAME) (2017)
- Hirune-hime: Shiranai watashi no monogatari (jap. ひるね姫 ～知らないワタシの物語～) (2017)
- Ajin (jap. 亜人) (2017)
- Gekijōban sōshūhen haikyū!! (Sainō to sensu, konseputo no tatakai) (jap. 劇場版総集編 ハイキュー!!（才能とセンス、コンセプトの戦い）) (2017)
- FLCL Alternative (jap. フリクリ オルタナ Furikuri orutana) (2018)
- FLCL Progressive (jap. フリクリ プログレ Furikuri purogure) (2018)
- Gekijōban tokimeki Restaurant ☆☆☆ MIRACLE6 (jap. 劇場版ときめきレストラン☆☆☆ MIRACLE6 Gekijōban tokimeki resutoran ☆ ☆ ☆ MIRACLE6) (2018)
- Ginga hideo densetsu: Die Neue These (jap. 銀河英雄伝説 Die Neue These) (2019)
- Sōkyū no Fafner: The Beyond (jap. 蒼穹のファフナー THE BEYOND Sōkyū no fafunā THE BEYOND) (2019–2020)
- Gekijōban Bem: Become Human (jap. 劇場版BEM～BECOME HUMAN～) (2020)
- Gekijōban Fate/Grand Order: Shinsei entaku ryōiki kyamerotto zenpen Wandering; Agateram (jap. 劇場版 Fate/Grand Order -神聖円卓領域キャメロット-前編 Wandering; Agateram) (2020)
- Psycho-Pass 3: First Inspector (jap. PSYCHO-PASS サイコパス ３ FIRST INSPECTOR) (2020)
- Gekijōban Fate/Grand Order: Shinsei entaku ryōiki kyamerotto kōhen Paladin; Agateram (jap. 劇場版 Fate/Grand Order -神聖円卓領域キャメロット-後編 Paladin; Agateram) (2021)
- Shika no ō: Yuna to yakusoku no tabi (jap. 鹿の王　ユナと約束の旅) (2021)

### Gry komputerowe
- Samsara Naga 2 (1994)
- Ghost in the Shell (1997)
- The Granstream Saga (1997)
- Tales of Destiny (1997)
- Sakura Wars 2: Thou Shalt Not Die (1998)
- Tekken 3 (1998)
- YaruDora: Double Cast (1998)
- YaruDora: Kisetsu o Dakishimete (Embracing The Season) (1998)
- YaruDora: Sampaguita (1998)
- YaruDora: Yukiwari no Hana (Snow-Breaking Flower) (1998)
- Tales Of Phantasia (1998)
- Psychometrer Eiji (1999)
- Kosodate Quiz Motto My Angel (1999)
- Ace Combat 3 – Electrosphere (1999)
- The Files of Young Kindaichi 3: The Murders of the Blue Dragon (1999)
- Wild Arms 2nd Ignition (1999)
- Love & Destroy (1999)
- Valkyrie Profile (1999)
- Popolocrois II (2000)
- Scandal (2000)
- Tales of Eternia (2000)
- Mobile Police Patlabor – Game Edition (2000)
- Blood: The Last Vampire (2000)
- Sakura Wars 3: Is Paris Burning? (2001)
- Summon Night 2 (2001)
- Sakura Wars 4: Fall in Love, Maidens (2002)
- Surveillance (2002)
- Tales of Destiny 2 (2002)
- Sakura Wars: In Burning Blood (2003)
- Over the Monochrome Rainbow featuring Shogo Hamada (2003)
- Tales of Symphonia (2003)
- Tales of Rebirth (2004)
- Ghost in the Shell: Stand Alone Complex (2004) (wydanie na PlayStation 2)
- Tales of Legendia (2005)
- Tales of the World – Narikiri Dungeon 3 (2005)
- Ghost in the Shell: Stand Alone Complex (2005) (wydanie na PlayStation Portable)
- Mobile Police Patlabor Comes Back: MiniPato (2005)
- Tales of the Abyss (2005)
- Tales of Innocence (2007)
- Tales of Synphonia: Dawn of the New World (2007)
- Tales of Vesperia (2008)
- Tales of the Hearts (2008)
- Tales of VS. (jap. テイルズ オブ バーサス) (2009)
- Maverick Spies: Himitsu no shima no supai-tachi (jap. マーベリック・スパイ～秘密の島のスパイたち～) (2009)
- „Another Eden: Jikū o koeru neko” × „Tales of” Series Collab OP (jap. 『アナザーエデン 時空を超える猫』×『テイルズ オブ』シリーズコラボOP “Anazāeden jikū o koeru neko” × “teiruzu obu” shirīzukorabo OP) (2020)

## Teatr
- Ginga hideo densetsu: Die Neue These THE STAGE (jap. 銀河英雄伝説 Die Neue These THE STAGE) (2018–2019)

## VOD
- B: The Beginning (2018)
- Ultraman (2019)
- Kōkakukidōtai SAC_2045 (jap. 攻殻機動隊 SAC_2045 Kōkakukidōtai SAC_2045) (2020)
- B: The Beginning Succession (2021)